# Watertown (Dacota do Sul)
Watertown é uma cidade localizada no estado norte-americano da Dakota do Sul, no Condado de Codington. Foi fundada em 1879 e incorporada em 1885.

## Geografia
De acordo com o United States Census Bureau, a cidade tem uma área de 64,8 km², dos quais 45,2 km² estão cobertos por terra e 19,7 km² por água.

### Localidades na vizinhança
O diagrama seguinte representa as localidades num raio de 28 km ao redor de Watertown.

## Demografia
Segundo o censo nacional de 2010, a sua população é de 21 482 habitantes e sua densidade populacional é de 475,31 hab/km². É a quinta cidade mais populosa do estado. A cidade possui 10 050 residências, que resulta em uma densidade de 222,37 residências/km².